# Vejruplund
Vejruplund er en bebyggelse på Fyn med 244 indbyggere i byområdet (2012). Bebyggelsen er opkaldt efter Vejrupgård, som den blev udstykket fra, og er beliggende 1½ kilometer syd for Marslev Kirke, 5 kilometer vest for Langeskov og 10 kilometer øst for Odense. Marslev Stationsby med den tidligere Marslev Station ligger ca. 500 meter syd for Vejruplund, og stationen har været nedlagt siden 1970'erne.
Efter udbygningen af parcelhusområdet Alleparken i det østlige Marslev, er de to byer vokset sammen, og Vejruplund regnes derfor siden 1. januar 2013 som del af Marslev.)
I den sidste separate opgørelse fra 1. januar 2012 havde Marslev 418 indbyggere og Vejruplund 268. Pr. 1. januar 2013 har det samlede byområde 694 indbyggere  (2024)
Området ligger i Marslev Sogn og tilhører Kerteminde Kommune og Region Syddanmark.